# Список станцій Новосибірського метрополітену
Новосибірський метрополітен було відкрито 7 січня 1986 року.

## Ленінська лінія
Перша лінія Новосибірського метрополітену складається з 8 станцій.
- «Площа Маркса» — відкрито 28 липня 1991 року.
- «Студентська» — відкрито 7 січня 1986 року.
- «Річковий вокзал» — відкрито 7 січня 1986 року.
- «Жовтнева» (рос. Октябрьская) — відкрито 7 січня 1986 року.
- «Площа Леніна» — відкрито 7 січня 1986 року.
- «Червоний проспект» — відкрито 7 січня 1986 року.
- «Гагаринська» — відкрито 2 квітня 1992 року.
- «Заєльцовська» — відкрито 2 квітня 1992 року.

## Дзержинська лінія
Друга лінія Новосибірського метрополітену складається з 5 станцій.
- «Площа Гаріна-Михайловського» — відкрито 31 грудня 1987 року.
- «Сибірська» — відкрито 31 грудня 1987 року.
- «Маршала Покришкіна» — відкрито 28 грудня 2000 року.
- «Березовий гай» (рос. Берёзовая роща) — відкрито 25 червня 2005 року.
- «Золота Нива» — відкрито 9 лютого 2011 року.

## Пересадковий вузол
- «Червоний проспект» — «Сибірська»